# Kanton Herblay-sur-Seine
Der Kanton Herblay-sur-Seine ist seit 1976 ein französischer Wahlkreis für die Wahl des Départementrats im Arrondissement Argenteuil, im Département Val-d’Oise und in der Region Île-de-France; sein Bureau centralisateur befindet sich in Herblay-sur-Seine.
Im Zuge der Umbenennung der Gemeinde Herblay-sur-Seine in 2018 erfolgte die Umbenennung des Kantons von vormals Kanton Herblay zum aktuellen Namen per Dekret vom 24. Februar 2021.

## Gemeinden
Der Kanton besteht aus drei Gemeinden mit insgesamt 58.795 Einwohnern (Stand: 1. Januar 2022) auf einer Gesamtfläche von 18,83 km²:
| Gemeinde                 | Einwohner 1. Januar 2022 | Fläche km² | Dichte Einw./km² | Code INSEE | Postleitzahl |
| ------------------------ | ------------------------ | ---------- | ---------------- | ---------- | ------------ |
| La Frette-sur-Seine      | 4.587                    | 2,02       | 2.271            | 95257      | 95530        |
| Herblay-sur-Seine        | 31.818                   | 12,74      | 2.497            | 95306      | 95220        |
| Montigny-lès-Cormeilles  | 22.390                   | 4,07       | 5.501            | 95424      | 95370        |
| Kanton Herblay-sur-Seine | 58.795                   | 18,83      | 3.122            | 9513       | –            |

Bis zur Neuordnung bestand der Kanton aus den zwei Gemeinden La Frette-sur-Seine und Herblay. Sein Zuschnitt entsprach einer Fläche von 14,76 km2.

## Bevölkerungsentwicklung
| 1982   | 1990   | 1999   | 2006   | 2011   |
| ------ | ------ | ------ | ------ | ------ |
| 23 476 | 26 261 | 27 461 | 30 300 | 30 996 |